# Teoria dos três mundos
A Teoria dos três mundos (chinês simplificado: 三个 世界 的 理论; chinês tradicional: 三个 世界 的 理论; pinyin: San gE Shijie dì Lǐlùn), desenvolvida pelo líder comunista chinês Mao Tsé-Tung (1893-1976), propõe que as relações internacionais compreendem três mundos político-econômicos: o Primeiro Mundo, as superpotências; o Segundo Mundo, os aliados das superpotências; e o Terceiro Mundo, as nações do Movimento dos Países Não Alinhados.
Notavelmente, a teoria incluiu ambos os Estados Unidos e a União Soviética no grupo de países do Primeiro Mundo, enquanto os outros países desenvolvidos estariam no Segundo Mundo, e os países em vias de desenvolvimento seriam o Terceiro Mundo. Embora a Teoria dos Três Mundos seja atribuída a Mao, seria o então vice-presidente chinês, Deng Xiaoping (1904-1997), a expô-la num discurso nas Nações Unidas em 1974. Tal explicaria as alianças político-econômicas da República Popular da China com os direitistas, os governos reacionários no final dos anos 1970 e 1980.
A teoria dos três mundos desenvolvida por Mao Tse-tung era diferente da teoria ocidental dos Três Mundos. A teoria no Ocidente afirmava que o Primeiro Mundo eram os Estados Unidos e seus aliados, o Segundo eram a União Soviética e seus aliados, e o Terceiro Mundo eram os países neutros e não alinhados.
Alguns partidos anti-revisionistas e organizações políticas ficaram decepcionadas com esta teoria. Posteriormente, na Albânia, Enver Hoxha (1908-1985), líder do Partido Trabalhista da Albânia, apresentou e praticou de forma alternativa uma crítica ideológica do governo e da ideologia de base, distanciando da teoria dos três mundos e do revisionismo do Partido Comunista da União Soviética. Após o debate, muitos partidos anti-revisionistas, antes aliados, com o Partido Comunista da China, transferiram a sua lealdade ao Partido Trabalhista da Albânia.